# 福岡市道千鳥橋唐人町線
福岡市道千鳥橋唐人町線（ふくおかしどう ちどりばしとうじんまちせん）は、福岡市博多区対馬小路の対馬小路交差点から西に向かって、那珂川を境に同市中央区に入り、天神などを含む福岡市の都心部の博多港寄りを経由して、同区荒戸三丁目の当仁小学校前交差点に至る全長3,048.81メートルの市道（幹線一級市町村道）である。この路線のうち大部分の区間については福岡市道路愛称として那の津通りの名称が福岡市によってつけられている。

## 特徴
この路線の特徴は、福岡市の天神などを含む「都心部」を東西方向に貫通する主要な幹線道路の一つであり、当該路線は最も北側の博多港沿岸部附近を通っていることである。これらの幹線道路を北から順にあげると次の通りとなる。
- 千鳥橋唐人町線（当該路線）
- 博多姪浜線（昭和通り）
- 千代今宿線（明治通り）
- 国道202号（国体道路→福岡県の項）
- 博多駅草ヶ江線（城南線、住吉通り）

博多港に面する臨港地区などにおける物流を円滑に処理するための臨港道路のネットワークが東部の各埠頭等の間では形成されている一方で、所謂「埠頭間道路」のうち須崎ふ頭（那の津）と荒津地区（荒津）の両埠頭を結ぶ臨港道路荒津須崎線については、規定計画ではあるが、未供用となっているため、物流関係の車両などが迂回してこの道路や周辺の区画道路を利用せざるを得ない状況が続いている。
道路愛称については大部分の区間について福岡市道路愛称がつけられており、対馬小路交差点から西公園下交差点までの区間、全長の9割にあたる約2.7キロメートルが那の津通りである。

## 接続する主な通り
| 交差する道路                          | 市町村名 | 市町村名 | 交差する場所 | 交差する場所           |
| ------------------------------------- | -------- | -------- | ------------ | ---------------------- |
| 福岡県道602号後野福岡線（那の津通り） | 福岡市   | 博多区   | 対馬小路     | 対馬小路交差点、起点   |
| 福岡県道554号須崎天神線               | 福岡市   | 中央区   | 天神五丁目   | 市民会館前交差点       |
| 福岡市道天神那の津線                  | 福岡市   | 中央区   | 天神三丁目   | 那の津口交差点         |
| 福岡市道舞鶴薬院線（親不孝通り）      | 福岡市   | 中央区   | 舞鶴一丁目   | 福祉センター交差点     |
| 長浜博多駅1号線（大正通り）           | 福岡市   | 中央区   | 舞鶴三丁目   | 長浜交差点             |
| 福岡市道荒戸荒津線                    | 福岡市   | 中央区   | 大手門三丁目 | 港町交差点             |
| 福岡県道556号谷荒戸線                 | 福岡市   | 中央区   | 荒戸三丁目   | 西公園下交差点         |
| 福岡市道黒門福浜線（黒門川通り）      | 福岡市   | 中央区   | 荒戸三丁目   | 当仁（）小学校前交差点 |

## 接続、近接する主な施設
- 須崎公園（）
- 福岡県立美術館（移転予定[8]）
- 福岡競艇場[注釈 5]
- 九州朝日放送
- 福岡市立舞鶴小中学校
- 福岡市健康づくりサポートセンター（あいれふ）[注釈 6]
- 福岡市中央卸売市場（鮮魚市場）
- 福岡市市民福祉プラザ
- 福岡市立当仁小学校（）